# Rose Laurens
Rose Laurens, eigentlich Rose Podwojny, (* 4. März 1951 in Paris; † 29. April 2018 ebenda) war eine französische Popsängerin. Ihr größter Erfolg war die zuerst 1982 erschienene Single Africa.

## Karriere
Ihre musikalische Karriere begann Rose Laurens, damals noch unter ihrem Geburtsnamen Rose Podwojny, als Sängerin der Progressive-Rock-Band Sandrose. Die Band um den Gitarristen Jean-Pierre Alarcen veröffentlichte 1972 ihr einziges Album, das den Bandnamen trägt und besonders in Frankreich als Klassiker des Genres gilt. Persönliche und musikalische Meinungsverschiedenheiten führten jedoch bereits am Ende des Jahres zur Auflösung der Band.
Danach lernte sie den Komponisten Jean-Pierre Goussaud kennen und die beiden wurden nicht nur musikalisch ein Paar. Unter ihrem ersten Pseudonym Rose Merryl veröffentlichte die Sängerin 1976 ihre erste von Goussaud komponierte Solosingle In Space. Ihren ersten Hit hatte sie 1979 mit dem Titel Survivre, nachdem sie ihren Namen in Rose Laurens geändert hatte.
Im Jahr darauf spielte sie die Rolle der Fantine in der Erstaufführung des Erfolgsmusicals Les Misérables in Paris; die Aufführungen und die Albumveröffentlichung verhalfen ihr zu größerer Bekanntheit. Über ein Jahr stand sie auf der Musicalbühne und arbeitete dann an ihrem ersten Soloalbum, das 1982 unter dem Titel Déraisonnable erschien. Gleich die erste Singleauskopplung Africa entwickelte sich zu einem großen Hit und Millionenseller in Frankreich. Die Musik stammte von Goussaud, der Text von Jean-Michel Bériat. In den inoffiziellen Charts wurde der Titel als Nummer eins geführt. Daraufhin wurde er auf Englisch als Africa (Voodoo Master) aufgenommen (Text: Elaine Stive) und europaweit veröffentlicht. Auch in dieser Version war das Lied sehr erfolgreich und erreichte unter anderem die Top 3 in den deutschsprachigen Ländern.
Mit Mamy Yoko hatte Rose Laurens danach einen weiteren Hit aus dem Nachfolgealbum Vivre, der auch im Ausland noch Aufmerksamkeit fand, sie blieb aber international ein One-Hit-Wonder, trotz eines weiteren Albums mit dem Titel Africa – Voodoo Master mit vielen englischsprachigen Titeln.
1986 nahm sie für das Album Écris ta vie sur moi Lieder auf, die von bekannten französischen Musikern wie Francis Cabrel, Yves Simon und Yves Duteil getextet worden waren. Komponist war wieder ihr Lebensgefährte Goussaud, der kurz darauf schwer an Krebs erkrankte. Er starb 1990, nachdem ein letztes gemeinsames Album fertiggestellt worden war.
Einige Jahre später trat sie in dem Musical L’ombre d’un géant von François Valéry auf und hatte zusammen mit Sophie Delmas und Hanna H mit dem daraus stammenden Titel Pour aimer plus fort 2001 einen weiteren Charthit. 2015 erschien das letzte Soloalbum von Rose Laurens. Sie erlag in der Nacht vom 29. auf den 30. April 2018 den Folgen einer langen Krankheit.

## Diskografie

### Alben
- 1972: Sandrose (mit der Band Sandrose)
- 1982: Déraisonnable … (FR: Gold)
- 1983: Rose Laurens
- 1983: Vivre
- 1984: Africa – Voodoo Master
- 1986: … Écris ta vie sur moi …
- 1990: J’te prêterai jamais
- 1996: Envie
- 2015: A. D. N.

### Kompilationen
- 1991: 17 Grands Succès de Rose Laurens
- 1996: The Very Best of Rose Laurens

Mitwirkung auf Musical-Alben
- 1980: Les Misérables
- 2001: L’ombre d’un géant

### Singles
als Rose Merryl
- 1976: In Space
- 1977: L’après amour
- 1978: Je suis à toi

als Rose Laurens
- 1979: Survivre
- 1980: L’air de la misère
- 1980: J’vous aime les oiseaux
- 1982: Africa (FR: Platin)
- 1983: Africa (Voodoo Master)
- 1983: Mamy Yoko
- 1983: Vivre
- 1984: Night Sky
- 1984: Danse moi
- 1985: Cheyenne
- 1985: Quand tu pars
- 1986: American Love
- 1986: La nuit
- 1987: Où vont tous ceux qu’on aime
- 1990: J’te preterai jamais (mit Francis Cabrel)
- 1991: Il a les yeux d’un ange
- 1994: Africa (Remix)
- 1996: Nous c’est fou
- 1996: Envie
- 2001: Pour aimer plus fort (mit Hanna H und Sophie Delmas)